# Dipartimento di Minas (Neuquén)
Minas è un dipartimento argentino, situato nella parte nord-occidentale della provincia di Neuquén, con capoluogo Andacollo.
Esso confina a nord e ad ovest con la repubblica del Cile, ad est con il dipartimento di Chos Malal e a sud con quello di Ñorquín.
Secondo il censimento del 2001, su un territorio di 6.225 km², la popolazione ammontava a 7.072 abitanti, con un aumento demografico del 26,81% rispetto al censimento del 1991.
Il dipartimento, nel 2001, è suddiviso in:
- 1 comune di seconda categoria: Andacollo
- 3 comuni di terza categoria: Huinganco, Las Ovejas, Los Miches
- 5 comisiones de fomento: Chorriaca, Guañacos, Manzano Amargo, Varvarco - Invernada Vieja, Villa del Nahueve